# Criotettix miliarius
Criotettix miliarius är en insektsart som beskrevs av Bolívar, I. 1887. Criotettix miliarius ingår i släktet Criotettix och familjen torngräshoppor. Inga underarter finns listade i Catalogue of Life.